# Biały Żleb (Dolina Rybiego Potoku)

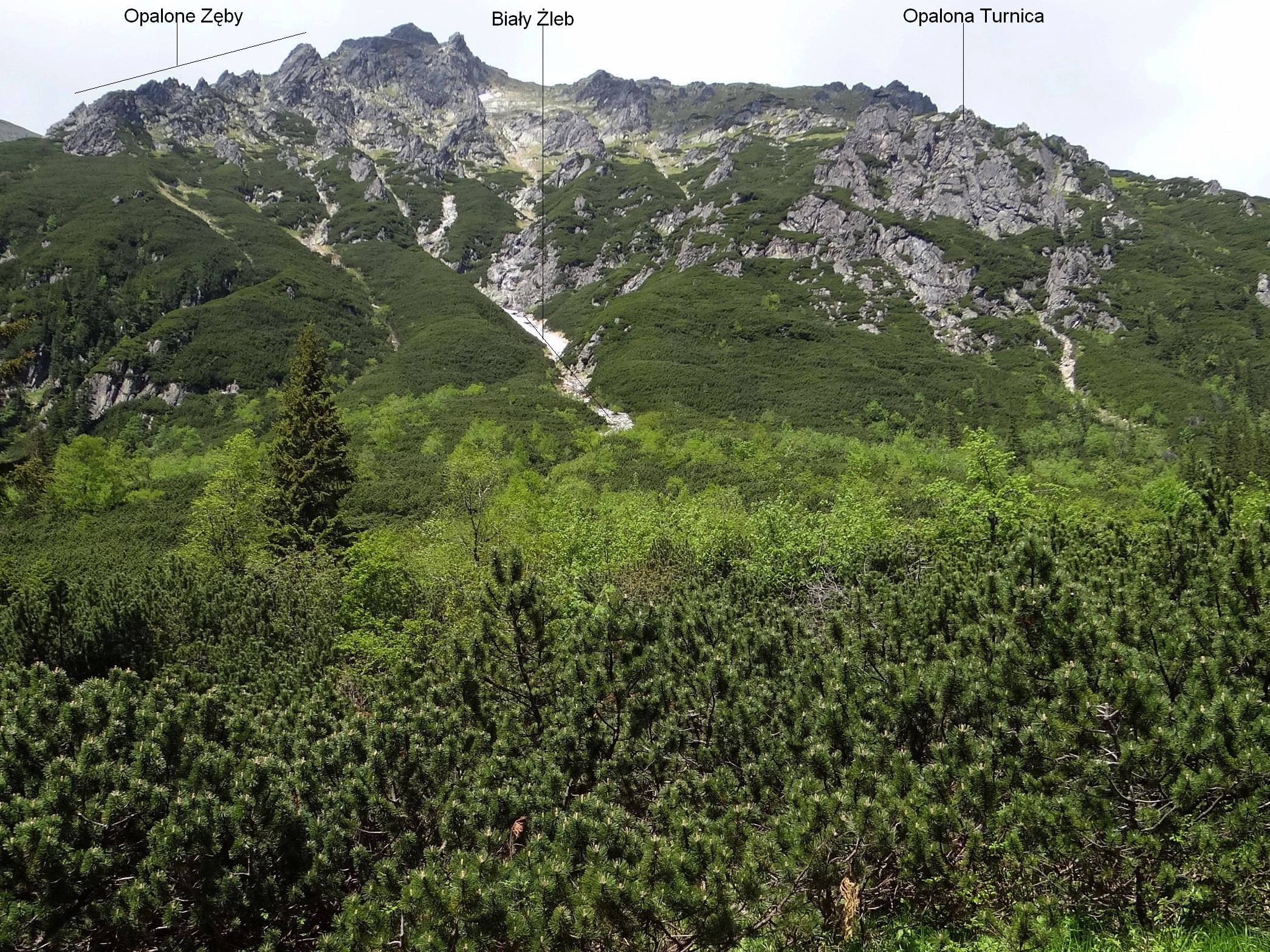
Widok na Biały Żleb z szosy do Morskiego Oka

Biały Żleb – żleb opadający z południowo-wschodnich stoków Opalonego Wierchu do Doliny Rybiego Potoku w polskich Tatrach Wysokich. Na niektórych mapach jest opisany jako Biały Żlebek, Władysław Cywiński uważa jednak tę nazwę za nieporozumienie. Jest to bowiem duże żlebisko, o różnicy wysokości ok. 700 m i szerokości dochodzącej w najwyższej części do 300 m (od najwyższego wierzchołka Opalonego Wierchu do położonego na północny wschód punktu grani o wysokości ok. 2030 m). Zimą schodzą nim potężne lawiny. Nie są one tak groźne, jak te schodzące Żlebem Żandarmerii, ale tylko dlatego, że najniższa część Białego Żlebu to mało stromy stok porośnięty kosodrzewiną i lawiny tracą tutaj impet, zwykle nie dochodząc do szosy do Morskiego Oka. Przecinają jednak szlak turystyczny prowadzący z Morskiego Oka przez Świstówkę Roztocką do Doliny Pięciu Stawów Polskich i podobnie jak lawiny schodzące Żlebem Żandarmerii i Głębokim Żlebem stanowią zagrożenie dla turystów (było już tutaj wiele śmiertelnych wypadków lawinowych), z tego też powodu szlak ten jest zimą zamknięty.
Orograficznie prawe obramowanie Białego Żlebu tworzą w górnej części Opalone Zęby – żebro o postrzępionej grani, lewe grzęda zakończona Opaloną Turnicą. Najniższa część Białego Żlebu to głęboko wcięte i wypełnione piargami koryto o kilku gładkich progach. Nie tak dawno jeszcze obszar między wylotem żlebu a szlakiem turystycznym porośnięty był kosodrzewiną, jednak zimowe lawiny, a latem obsuwy ziemi po dużych ulewach spowodowały, że obecnie żleb ten przecina szlak i opada jeszcze kilkadziesiąt metrów poniżej szlaku.

## Szlaki turystyczne
Morskie Oko – Świstówka Roztocka – Świstowe Siodło – Świstowa Kopa – schronisko w Dolinie Pięciu Stawów. Jest zamknięty od 1 grudnia do 31 maja. Czas przejścia: 2 h, ↓ 1:40 h.